# Sharon Lawrence
Sharon Elizabeth Lawrence (ur. 29 czerwca 1961 w Charlotte) – amerykańska aktorka.

## Życiorys
Urodziła się i wychowywała w Charlotte w stanie Karolina Północna. Następnie przeprowadziła się do Raleigh, gdzie uczęszczała do szkoły. Ukończyła studia na Uniwersytecie Karoliny Północnej w Chapel Hill. Jej ojciec Tom Lawrence jest reporterem w WRAL-TV w Raleigh.
Jest zwolenniczką fundacji World Wildlife Fund, która chroni niedźwiedzie polarne i inne zwierzęta. Gra na World Poker Tour w Hollywood Home na rzecz organizacji charytatywnych Alzheimer's Association i Project ALS.
W 2002 roku wyszła za mąż za dr Toma Apostle. Ich ślub odbył się w prawosławnym kościele Saint Sophia w Los Angeles. W tym samym kościele jej bohaterka – Sylvia Costas w serialu Nowojorscy gliniarze – wyszła za mąż za detektywa Andy Sipowicza.

## Kariera
Występowała w roli Sylvii Costas Sipowicz w serialu Nowojorscy gliniarze. Zagrała również gospodynię domową/prostytutkę Maisy Gibbons w Gotowych na wszystko. Wystąpiła gościnnie w takich serialach jak Karolina w mieście, Orły z Bostonu, Prawo i bezprawie, Detektyw Monk. Wcieliła się także w Amelię Earhart w Star Trek: Voyager. Pojawiła się w serialu Tajemnice Palm Springs jako Tess Wiatt. W 2009 roku została nominowana do nagrody Emmy za gościnny występ w serialu Chirurdzy, gdzie zagrała matkę Isobel Stevens (w tej roli Katherine Heigl).

## Filmografia
- 2016: Game of Silence jako Diana Stockman
- 2016: Pokojówki z Beverly Hills jako Lori
- 2012: Partnerki (Rizzoli & Isles) jako dr Hope Martin
- 2009: Community jako Doreen
- 2009: Pohamuj entuzjazm (Curb Your Enthusiasm) jako dr Trundle
- 2009: Jej Szerokość Afrodyta (Drop Dead Diva) jako Bobbie Dobkins
- 2009: Chirurdzy (Grey’s Anatomy) jako Robbie Stevens
- 2009: Zaklinacz dusz (Ghost Whisperer) jako Elena Bancroft
- 2008–2009: Privileged jako Shelby Smith
- 2008: Dirt (Dirt) jako Cassie Hope
- 2008: The Capture of the Green River Killer jako Fiona Remus
- 2008: The Line jako Jayne
- 2007: Tajemnice Palm Springs (Hidden Palms) jako Tess Wiatt
- 2006: Fool Me Once jako Maureen
- 2006: Odzyskać córkę (Augusta, Gone) jako Martha Tod Dudman
- 2006: Alibi (The Alibi) jako Judith Hatch
- 2006–2008: Detektyw Monk (Monk) jako Linda Fusco
- 2005: A Capitol Fourth
- 2005: Nearing Grace jako pani Ash
- 2005: I?
- 2004–2005: Gotowe na wszystko (Desperate Housewives) jako Maisy Gibbons
- 2004: Orły z Bostonu (Boston Legal) jako sędzia Rita Sharpley
- 2004: Czarna książeczka (Little Black Book) jako mama
- 2004: Potyczki Amy (Judging Amy) jako Andrea Adelstein
- 2003: Słowo honoru (Word of Honor) jako Marcy McClure Tyson
- 2003: Leć Cherry (Fly Cherry) jako mama Cherry
- 2002: Prawo i bezprawie (Law & Order: Special Victims Unit) jako Maggie Peterson
- 2002: Atomowa Burza (Atomic Twister) jako Corrine Maquire
- 2002: Wbrew regułom (Philly) jako Tabitha Davenport
- 2001–2002: Wolf Lake jako Vivian Cates
- 2000: Plotka (Gossip) jako detektyw Kelly
- 1999–2001: Zalotnik w akcji (Ladies Man) jako Donna Stiles
- 1999: Po wstrząsie (Aftershock: Earthquake in New York) jako Dori Thorell
- 1999: Pod błękitnym księżycem (Blue Moon) jako Cass Medieros
- 1997–1998: Fired Up  jako Gwen Leonard
- 1997: Superman jako Maxima
- 1997: Five Desperate Hours jako Clair Ballard
- 1997: Siła przebaczenia (The Only Thrill) jako Joleen Quillet
- 1996: Przeklęty dom (The Uninvited) jako Pattie Johnson
- 1996: Skradziona młodość (A Friend's Betrayal) jako Nina Talbert
- 1996: Karolina w mieście (Caroline in the City) jako doradczyni
- 1995: W obronie własnej (Degree of Guilt) jako Mary Carelli
- 1995: Pamiętniki Heidi (The Heidi Chronicles) jako Jill
- 1995: Star Trek: Voyager jako Amelia Earhart
- 1995: The Face on the Milk Carton jako Sada Sands
- 1994: The Shaggy Dog jako Beth Daniels
- 1994: Kto zabił moją córkę? (Someone She Knows) jako Sharon
- 1994: Jak nakazuje obowiązek: Cena zemsty (In the Line of Duty: The Price of Vengeance)
- 1994: Krwawa pięść V: Na celowniku (Bloodfist V: Human Target) jako sprzedawczyni w sklepie z biżuterią
- 1993: Zdrówko (Cheers) jako Rachel
- 1993: Beverly Hills, 90210  jako Paulette
- 1993–1999: Nowojorscy gliniarze (NYPD Blue) jako Sylvia Costas
- 1992: Civil Wars jako Norma Helmutz